# Alex Toohey
Alex Toohey, né le 5 mai 2004 à Canberra en Australie, est un joueur australien de basket-ball évoluant au poste d'ailier voire d'ailier fort et mesurant 2,03 m.

## Biographie
Le 25 juin 2025, il est sélectionné par la franchise des Suns de Phoenix en 52e position de la draft 2025 de la NBA.